# Калугин, Алексей Александрович
Алексе́й Алекса́ндрович Калу́гин (род. 11 июля 1963, Москва) — российский писатель-фантаст.

## Биография
После школы окончил медицинское училище по специальности фельдшер-лаборант. Затем два года служил в Советской Армии в Забайкальском военном округе.
После армии закончил вечернее отделение Всесоюзного института инженеров пищевой промышленности (специалист по консервированию). Параллельно работал в Институте биологической и медицинской химии. В 1996 году в должности научного сотрудника готовился к защите кандидатской диссертации по теме исследований ферментов генноинженерного комплекса.

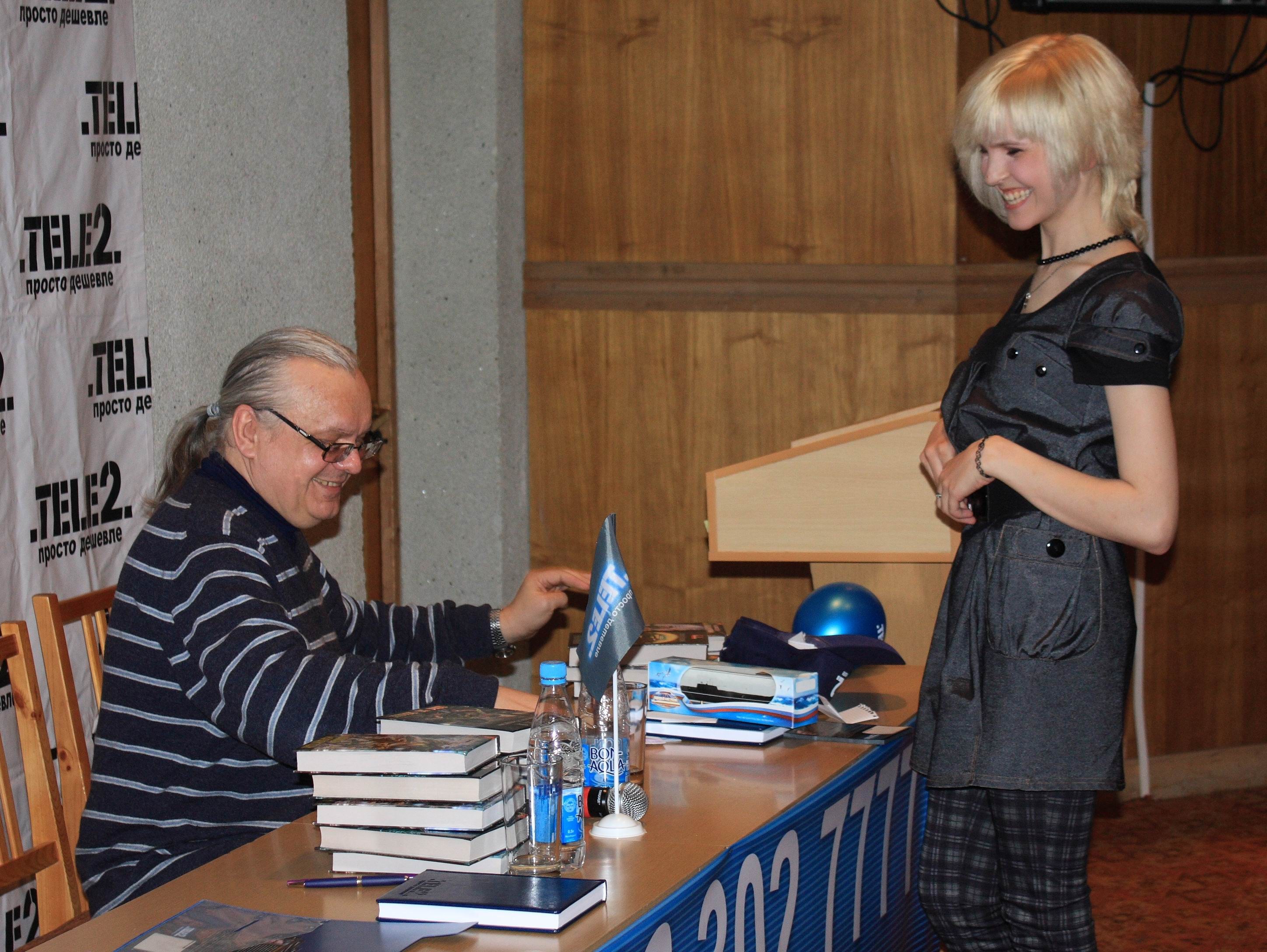
Творческий вечер, 2010

В 1996 году в издательстве «Армада» был опубликован первый роман — «Лабиринт». Начиная с 1998 года, постоянно работает с издательством «Эксмо-Пресс».
Именно благодаря использованию имени Алексея Калугина в судебных исках издательства «Эксмо» к торрент-трекерам были достигнуты большие успехи в блокировке последних.

## Награды
- В 2004 году за рассказ «В саду» писатель получил премию «Бронзовая улитка» в номинации «Малая форма»[1]. В 2005 году композитор Кирилл Фандеев написал симфоническую поэму «сАД» по мотивам этого рассказа, которая прозвучала в Санкт-Петербурге в 2008 году в исполнении Санкт-Петербургского государственного симфонического оркестра под управлением Александра Титова в Государственной академической филармонии имени Д. Д. Шостаковича.
- По итогам 2006 года за роман «Линкор „Дасоку“» Калугин стал лауреатом премии «Лунная радуга»[2].

### Романы
- Лабиринт (1996)
- Разорванное время (1996)
- Резервация (1997)
- Да здравствует резервация! (Хозяева резервации) (1997)
- Забыть резервацию (1997)
- Мир, в котором тебя нет (совместно с Кириллом Залесовым) (1998)
- Подменённый (1998)
- Тёмные отражения (1999)
- Мятеж обречённых (1999)
- Осколки реальности (1999)
- Вестник смерти (2000)
- Не так страшен чёрт (2000)
- Два шага до горизонта (2001)
- Снежная слепота (2001)
- Игра в реальность (2001)
- Мир без солнца (2002)
- Галактический глюк (2003)
- Полёт мотылька (2003)
- Там (Город крыс) (2003)
- Между центром и пустотой (2004)
- На исходе ночи (2004)
- И чёрт с нами (2005)
- Геноцид (2006)
- Линкор «Дасоку» (2006)
- Деграданс (совместно с Геннадием Прашкевичем) (2007)
- Дом на болоте (2007)
- Игра на выживание (2007)
- Подземелья Эйтана (2007)
- Время лживой луны (2008)
- Мечта на поражение (2008)
- Пустые земли (2009)
- Ржавчина (2009)
- Мертвоград (2010)
- Планета смертной тени (2010)
- Чем чёрт не шутит (2011)
- Мир-на-Оси[3] (2012)
- Голем (2013)
- Начало (2013)
- Паутина (2013)
- Шаман (2014)
- Кластер Верда: Первое Правило Крови (2015)
- Кластер Войвод: Третье Правило Крови (2015)
- Кластер Джерба: Второе Правило Крови (2015)
- Контроль (2015)
- Переговорщик (2015)
- Блуждающий разум (2016)
- Заглянувшие в Бездну (2016)

### Повести
- Каскадёр на один трюк (1997)
- О вере и душе (1999)
- О, капитан!.. (1999)
- «Паутина» (1999)
- Товар лицом (1999)
- Туристический бизнес (1999)
- Фактор неопределённости (1999)
- Дело мелкого контрабандиста (2002)
- Дело о картинах Ван Гога (2002)
- Дело о картине неизвестного автора (2002)
- Дело о портрете Моны Лизы (2002)
- Дело об архиве Уильяма Шекспира (2002)
- Возвращение (2007)
- Без вариантов (2008)
- Фуггази-джаз (2008)
- Рок в космосе (2012)

### Рассказы
- Мы просто живём здесь (1998)
- Не сотвори себе врага (1998)
- В начале было слово (1999)
- Зелёный корабль (1999)
- Как избежать войны (1999)
- Миротворцы (1999)
- Не стреляйте в каскадёра! (1999)
- Послесловие Архенбаха (1999)
- Проблема экспорта (1999)
- Сеющие ветер (1999)
- Стремление убивать (1999)
- Сувениры — за борт! (1999)
- Убей зверя (1999)
- Час для потехи (1999)
- Вам было не очень страшно? (2000)
- Волчок и горсть песка (2000)
- Всё как всегда (2000)
- Дед (2000)
- Живое слово (2000)
- Закрытый канал (2000)
- Импровизация (2000)
- Красные пески (2000)
- Миссия (2000)
- На закате (2000)
- Не только во сне (2000)
- Немного одиночества (2000)
- Нет проблем! (2000)
- Овцы и псы (2000)
- Первый день творения (2000)
- Помоги себе сам (2000)
- Пора уходить (2000)
- Праздник Падающих Листьев (2000)
- Рождество рядового Берковица (2000)
- Серёжик (2000)
- Сколько у меня будет братьев? (2000)
- Служба оперативного оповещения (2000)
- Случай с Кроксом (2000)
- Тур вокруг Солнца (2000)
- Щит (2000)
- Экспромт (2000)
- Большая литература (2001)
- Крылья над миром (2001)
- Не переставая удивляться (2001)
- Синдром Лазаря (2001)
- Больше хороших новостей (2002)
- Голова-комод (2002)
- Колдун (2002)
- Разлучённые (2002)
- Рассвет потерянных душ (2002)
- Только один день (2002)
- Империя подставилась под удар (2003)
- Поделись со мной своей печалью (2003)
- Произведение искусства (2003)
- Сезон открыт (2003)
- Страсть коллекционера (2003)
- Убирайтесь вон из моих снов! (2003)
- Шедевр (2003)
- В саду (2004)
- Советник по культуре (2004)
- Срывающий Маски (2004)
- Старики (2004)
- А у нас — декаданс! (2005)
- Время — назад! (Родня) (2005)
- Выродки (2005)
- Галактический приют (Найдёныши) (2005)
- Завтра, вчера, всегда (2005)
- Лжец (2005)
- Побочный эффект (2005)
- Реквием по мечте (2005)
- Свой Марс (2005)
- Смысл жизни по Юрию Семецкому (2005)
- Утро патриарха (2005)
- «Литерный» (2006)
- Кактус (2006)
- Все дураки отправляются в ад (2007)
- Люся-ластик (2007)
- Третья попытка (2007)
- Что сказать вам на прощанье? (2007)
- Весёлый роджер (2008)
- Лучший стрелок (2008)
- Эпоха сдохла (2008)
- Взгляд сверху (Глаз в небесах) (2009)
- Зла не хватает (2009)
- На десять минут позже (2009)
- История мёртвой головы (История мёртвой головы, неизвестно кому принадлежавшей) (2010)
- Поиграйте кто-нибудь со мной (2010)
- Так держать, сталкер! (Что мы делаем здесь?) (2010)
- Земля 3.0 (2011)
- Имитаторы, имитирующие имитации (2011)
- Искупитель (2011)
- Опустевший город (2011)
- Слайдеры (2012)
- Игра с тенью (2013)
- Пророчество призрака (2013)
- Путь в сто тысяч ли (2013)
- Эндшпиль (2016)